# Crashme
crashme（クラッシュミー）は、2005年1月までドイツのサーバに存在したブラウザクラッシャーの一種である。

## 概要
そのサイトにアクセスするとhier nicht klicken!（ドイツ語で「ここをクリックしないでください」）という警告表示のあるボタンが存在し、そのボタンをクリックすると無限にポップアップウインドウ(以下ウインドウ)が開かれる。ウインドウは、JavaScriptを使用し飛び回り、無限に開かれ続けて、最終的にフリーズする。同じ方式のYou are an idiotと同じく、ユーザーがウインドウを1つでも閉じるとウインドウがねずみ算式に開かれる様になっている。
2012年現在、ドメインの有効期限切れによりページは完全に無くなっている。
過去に何故かアルベルト・アインシュタインの名言が残されていた。
ニンテンドーDS用のウイルスのCrashMe (Trojan.DSBrick.A)(通称クラミ) とは全くの別物である。こちらは、自作ソフトが実行できる環境で実行してしまうとDS内部のファームウェアが書き換えられ、ニンテンドーDSが再起不能になるというウイルスである。